# Navaquesera
Navaquesera es un municipio y localidad española de la provincia de Ávila, en la comunidad autónoma de Castilla y León. El término municipal tiene una población de 43 habitantes (INE 2024).

## Geografía

Extensión del término municipal dentro de la provincia de Ávila

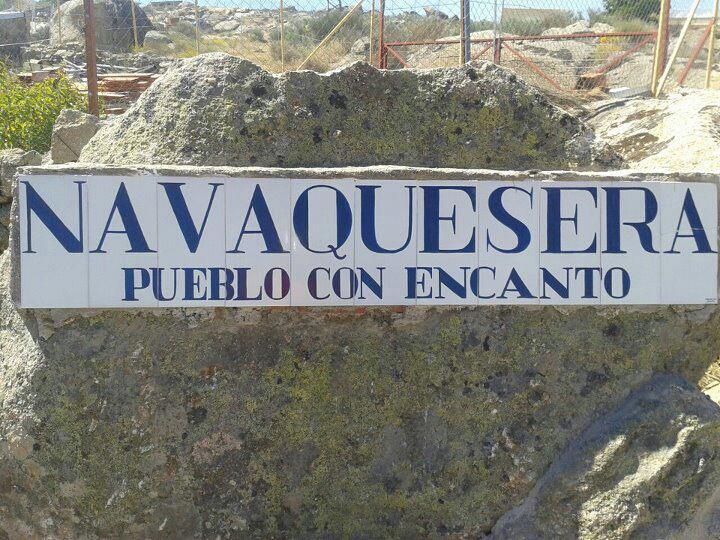
cartel de Navaquesera, a la entrada del pueblo

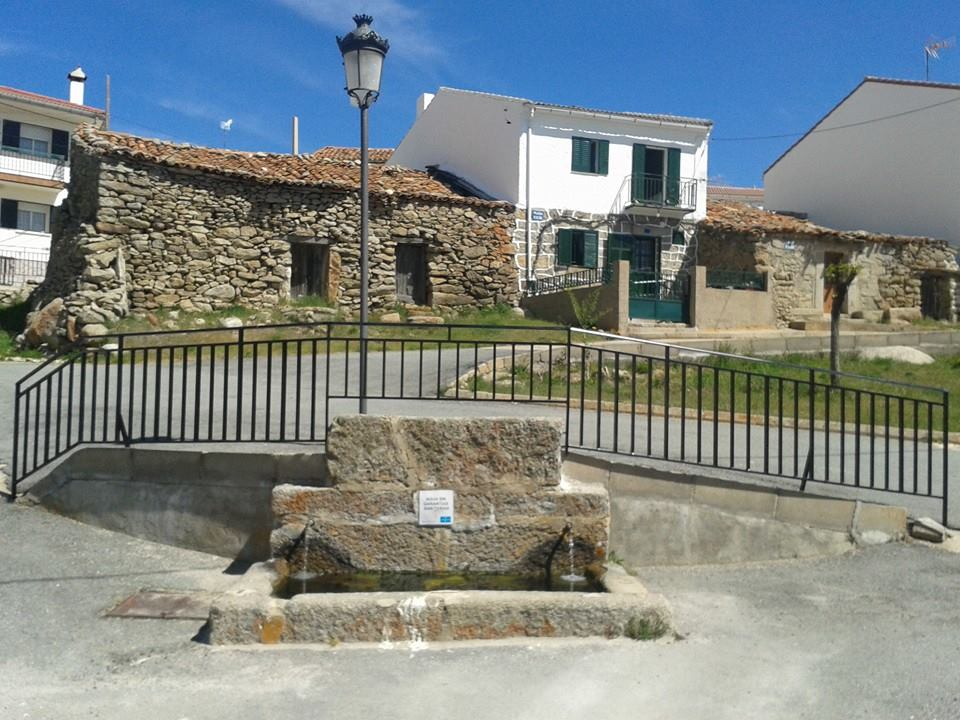
Plaza de los Caños

La localidad está situada al norte del río Alberche, a 53 km de la capital provincial y a 135 km de Madrid. Es uno de los pueblos más altos de la provincia, y de España, a más de 1500 m. Por eso los alrededores hay poco árbol (excepto en el curso del arroyo de la Cueva), además de los abundantes canchales cubiertos de roca. Es una zona empinada, de pasto y piorno. Y un mirador hacia la panorámica de Gredos, que comienza muy cerca, al sur, al valle del Alberche y al pico Zapatero, el más espigado de la sierra de la Paramera. Como otros pueblos abulenses de tanta altura, el clima duro (ventoso, nevadas…) aumenta su aislamiento. Pero ese aislamiento en una naturaleza intacta le sigue dando vida en verano y, aunque la población es mínima, la mayoría de las casas parecen habitadas. Navaquesera tiene algunos rincones pintorescos en el caserío, sobre todo la plaza con un recio ayuntamiento con poyos para sentarse a la entrada, callejuelas empinadas, la iglesia de la Asunción de Nuestra Señora, con su espadaña y entrada mirando al sur, fuentes y algunas pequeñas construcciones para el ganado.
La localidad está situada a una altitud de 1509 m sobre el nivel del mar.
| Noroeste: Navalacruz | Norte: Navalacruz | Noreste: Navarredondilla |
| Oeste: Hoyocasero    |                   | Este: Navatalgordo       |
| Suroeste: Hoyocasero | Sur: Navalosa     | Sureste: Navatalgordo    |

## Historia

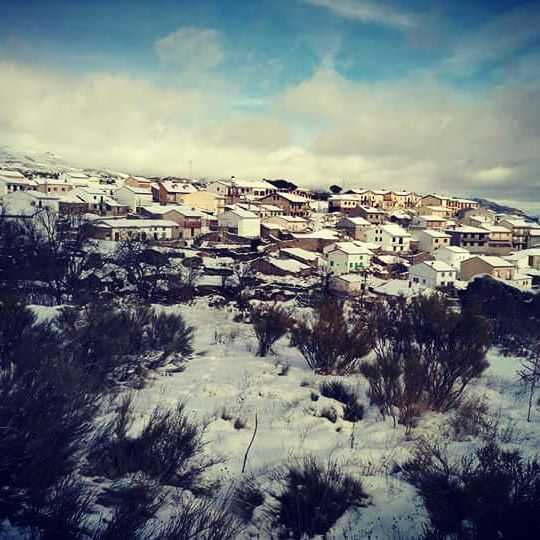
Navaquesera con nieve

Aldea de origen medieval, en algunos documentos aparece citada con el nombre de Navaquesera de James.
Hasta finales del siglo XV en que se construyó su parroquia, sus habitantes tenían que acudir a bautizarse, asistir a misa los días de fiesta y celebrar sus funerales en la iglesia de la abadía de Burgohondo.[cita requerida] Hasta el siglo XIX formó parte con todos los pueblos del valle de un concejo único y sus alcaldes, cuando eran convocados, se “ayuntaban” bajo un moral que había en la plaza de Burgohondo para tratar de los negocios que afectaban a todos los vecinos del concejo.
Hacia mediados del siglo XIX, el lugar tenía contabilizada una población de 198 habitantes. Aparece descrito en el decimosegundo volumen del Diccionario geográfico-estadístico-histórico de España y sus posesiones de Ultramar de Pascual Madoz de la siguiente manera:

NAVAQUESERA: lugar con ayunt. en la prov., part. jud. y dióc. de Avila (7 leg.), aud. terr. de Madrid (23), c. g. de Castilla la Vieja (Vallailolid 26). sit. en la falda S. de un pequeño cerro: le combaten los vientos N. NO. y S. El clima es frio, y las enfermedades mas comunes catarrales: tiene unas 60 casas inferiores, la de avunt. en la que está la cárcel; 2 fuentes de buenas aguas, de las que se utilizan los vec. para sus usos, y una igl. parr. (la Asuncion de Nra. Sra.) con curato de entrada y presentacion de S. M.: el cementerio se halla en parage que no ofende la salud pública: confina el térm. N. Navalacruz: E. Navatalgordo; S. Navalosa, y O. Hoyo Casero: se estiende 1/2 leg. por N. E. y S. y una por O.; y comprende 2 pequeños montes de pino, bastante poblados; otro de roble; algunos prados con escelentes pastos y diferentes huertos, varias gargantas ó arroyuelos atraviesan el térm., cuyas aguas se utilizan para el riego de las hortalizas: el terreno es en lo general de inferior calidad. caminos: los que dirigen á los pueblos limítrofes en mediano estado: el correo se recibe en Avila y Mombeltran por los mismos interesados. prod.: centeno, patatas, hortalizas, lino, algo de cáñamo, pastos y frutas; mantiene ganado lanar, cabrío y vacuno, y cria caza de conejos, perdices y otras aves. ind.. la agrícola, un molino harinero y 2 telares que solo se ocupan en las ropas del pais: el comercio está reducido á la esportacion de lo sobrante é importacion de los art. que se carece. pobl.: 45 vec., 198 alm. cap. prod.: 255,000 rs. imp. 10,200. ind. y fab. 500. contr. 2,773 rs. con 15 mrs.
(Madoz, 1849, p. 65)

Tierra de ricos pastos, sus habitantes se han dedicado tradicionalmente a la ganadería. El pueblo ofrece hermosas panorámicas sobre el macizo oriental de Gredos, la sierra de Ávila y todo el valle del Alberche.

## Demografía
Navaquesera cuenta con una población de 43 habitantes (INE 2024).
| Gráfica de evolución demográfica de Navaquesera entre 1842 y 2021                                                     |
| |
| Población de derecho según los censos de población del INE. Población de hecho según los censos de población del INE. |

Buena parte de las oleadas migratorias no se conformaron con Madrid o Barcelona y atravesaron los Pirineos. Por eso se escucha tanto francés durante las vacaciones.[cita requerida]

## Símbolos
Escudo y bandera comparten una misma estética. En ambos se aprecian nueve torres almenadas, como referencia a las nueve poblaciones que históricamente constituyeron el concejo de Burgohondo, una de ellas sostenida por una cabra montesa. Su color verde constituye una referencia a los pastos que se derivan del propio vocablo ‘Nava’ y las cinco hojas de higuera simbolizan la riqueza arbórea del lugar.

## Cultura

### Patrimonio
La iglesia de Nuestra Señora de la Asunción es de una sola nave con puerta de acceso orientada al mediodía y un campanario de sillares, de dos cuerpos, rematado por una espadaña con dos vanos para las campanas.

### Fiestas
Destacan las fiestas patronales en honor de su patrona La Virgen de la Asunción que se celebran el 15 de agosto a cuya procesión acuden cientos de personas de toda la provincia. Se realiza una comida para todo el pueblo en la plaza, verbena por la noche, juegos infantiles, carrera popular de navaquesera, misa, procesión por las calles del pueblo, con la gaitilla típica abulense. El día 29 de septiembre, se celebra San Miguel Arcángel, en el que los últimos años se realiza concurso de postres, y se da un pincho para todos los vecinos en la plaza del pueblo.

### Asociaciones
- En 2006 se crea la Asociación Juvenil de Navaquesera, para hacer actividades para el pueblo. Comida tradicional en la plaza del pueblo, carrera popular de atletismo, juego para niños y niñas, rutas de senderismo, fiesta de disfraces, barbacoa en la plaza del pueblo, concursos de tortillas y postres,  disco móvil,....  Con sede en Las antiguas Escuelas.

- En 2009 se crea la Asociación de Pensionistas y Jubilados la Choza. Todos los años organizan una comida popular y un viaje para los socios. Con sede en las antiguas Escuelas.
- En 2023 la Asociación Juvenil de Navaquesera, pasa a denominarse Asociación Cultural y Recreativa de Navaquesera. En la actualidad, cuenta con más de 60 socios.

### Deportes

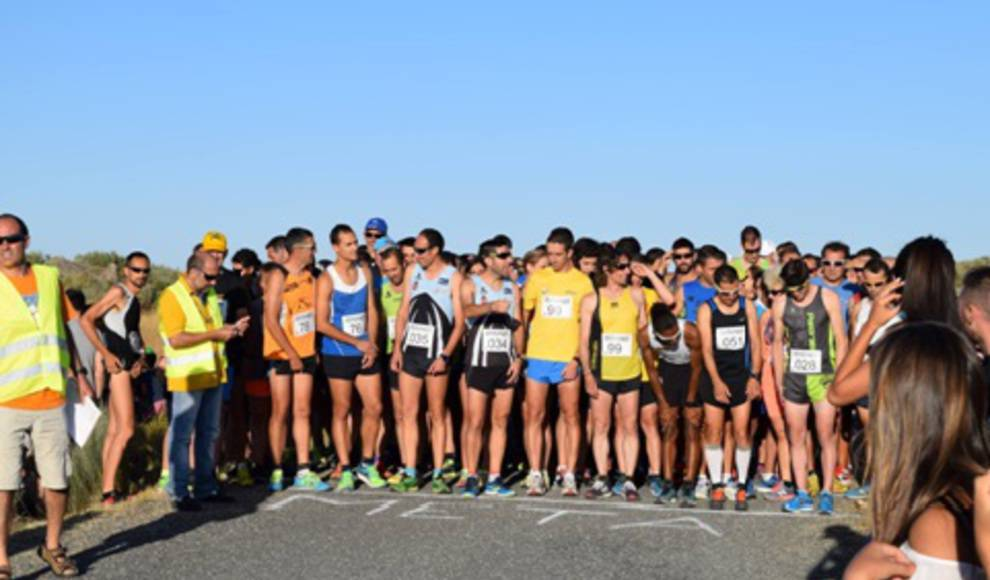
Salida de la Carrera Popular de Navaquesera

- En 2008 la Vuelta a Ávila, en la 3.ª etapa, pasa por el puerto de Navaquesera, catalogado de 2.ª Categoría a 1618 m.
- En agosto de 2010 se crea el equipo de Atletismo de Navaquesera, creado por un grupo de amigos del pueblo.
- Desde 2011 se celebra la Carrera Popular de Navaquesera, que consta de seis kilómetros.
- De 2016 a 2017, la Carrera Popular de Navaquesera pasa a formar parte del Trofeo de las Tres Navas (Navarredondilla-Navaquesera-Navatalgordo).
- Agosto 2018, Liga Nacional de Calva en Navaquesera. En el campo de futbol de la Era Vieja.